# شهرستان کهک
شهرستان کهک یکی از شهرستان‌های استان قم در ایران است. مرکز این شهرستان، شهر کهک است.
این شهرستان در ۲۰ اردیبهشت ۱۴۰۰ از شهرستان قم جدا گردید و مستقل شد.

## موقعیت جغرافیایی
شهرستان کهک از شمال شرقی تا غرب با شهرستان قم، از شرق تا جنوب شرقی با شهرستان کاشان استان اصفهان و از جنوب غربی با شهرستان دلیجان استان مرکزی همسایه است.

## تقسیمات کشوری
شهرستان کهک شامل ۲ بخش، ۴ دهستان و ۱ شهر به شرح زیر است:
| بخش   | مرکز بخش | جمعیت بخش ۱۳۹۵ | نام دهستان | مرکز دهستان | جمعیت دهستان ۱۳۹۵ | شهر              | جمعیت شهر ۱۳۹۵   |
| ----- | -------- | -------------- | ---------- | ----------- | ----------------- | ---------------- | ---------------- |
| مرکزی | کهک      | ۱۷٬۱۰۶ نفر     | کرمجگان    | کرمجگان     | ۸٬۷۰۱ نفر         | کهک              | ۴٬۸۳۷ نفر        |
| مرکزی | کهک      | ۱۷٬۱۰۶ نفر     | کهک        | ورجان       | ۳٬۵۶۸ نفر         | کهک              | ۴٬۸۳۷ نفر        |
| فردو  | فردو     | ۳٬۴۸۲ نفر      | فردو       | دستگرد      | ۲٬۱۹۰ نفر         | **************** | **************** |
| فردو  | فردو     | ۳٬۴۸۲ نفر      | خاوه       | خاوه        | ۱٬۲۹۲ نفر         | **************** | **************** |

## جمعیت
جمعیت شهرستان کهک براساس سرشماری عمومی نفوس و مسکن در سال ۱۳۹۵ برابر با ۲۰٬۵۸۸ نفر بوده است.